# Sematophyllum humillimum
Sematophyllum humillimum är en bladmossart som beskrevs av Hugh Neville Dixon och Thériot 1942. Sematophyllum humillimum ingår i släktet Sematophyllum och familjen Sematophyllaceae. Inga underarter finns listade i Catalogue of Life.